# 法尔内塞别墅

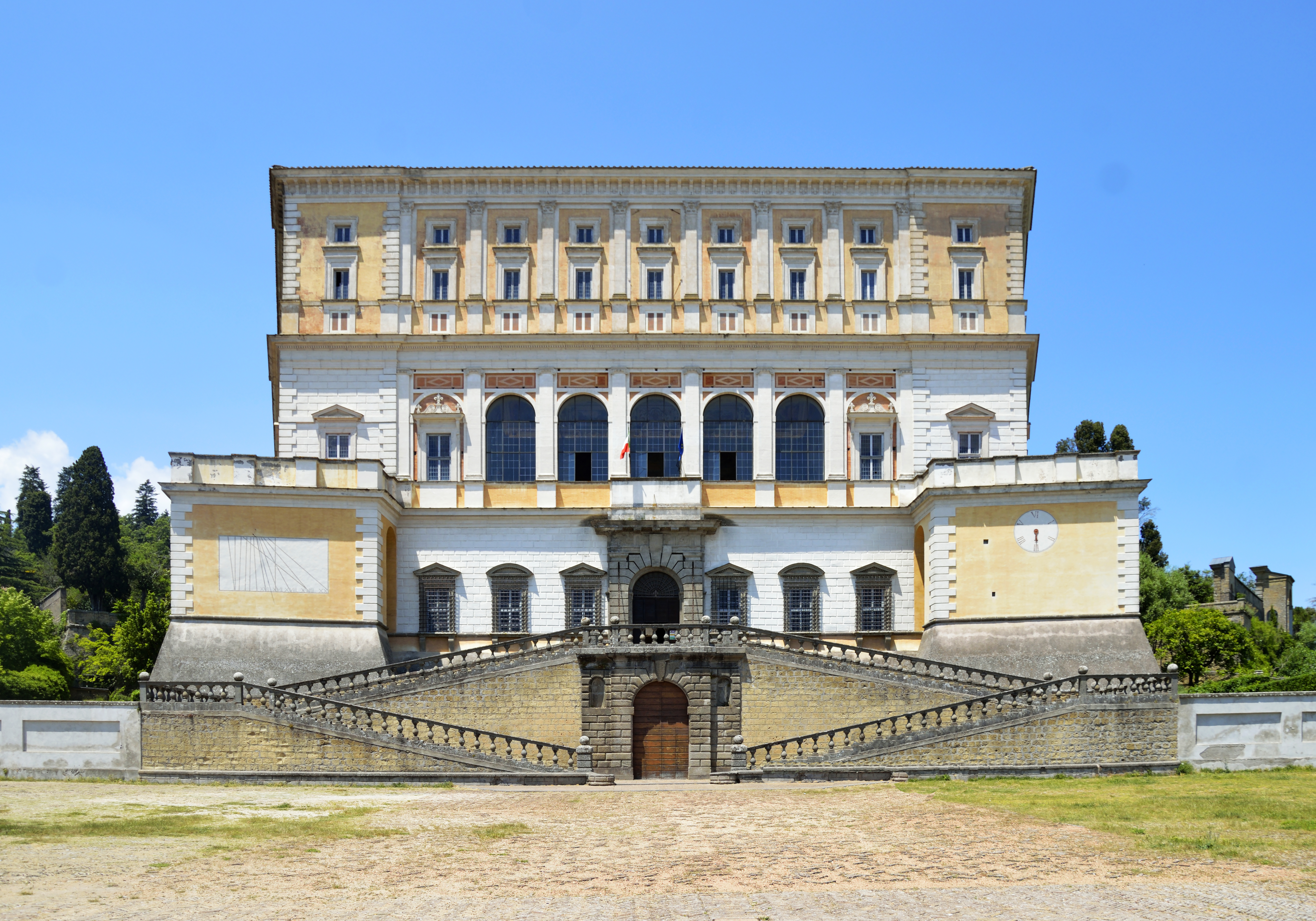
法尔内塞别墅东南立面

法尔内塞别墅（Villa Farnese）又名卡普拉罗拉别墅（Villa Caprarola）是一座五边形建筑，位于意大利拉齐奥大区维泰博省的卡普拉罗拉，罗马西北约50公里处。这栋别墅不应与罗马的法尔内塞宫（Palazzo Farnese）和法尔内西纳别墅（Villa Farnesina）混淆。法尔内塞别墅是意大利共和国的产业，由拉齐奥大区博物馆（Polo Museale del Lazio）管理。
法尔内塞别墅位于卡普拉罗拉镇的正上方，主导着周边地区。这是一座巨大的文艺复兴和风格主义建筑，朝向树木茂密的火山奇米尼山（Monte Cimini）。这是一座五边形的建筑，金色岩石砌筑，使用扶壁支撑。作为法尔内塞家族资产的核心，卡普拉罗拉别墅所表现的是 法尔内塞家族的权势，而不是普通的农村或休闲别墅。

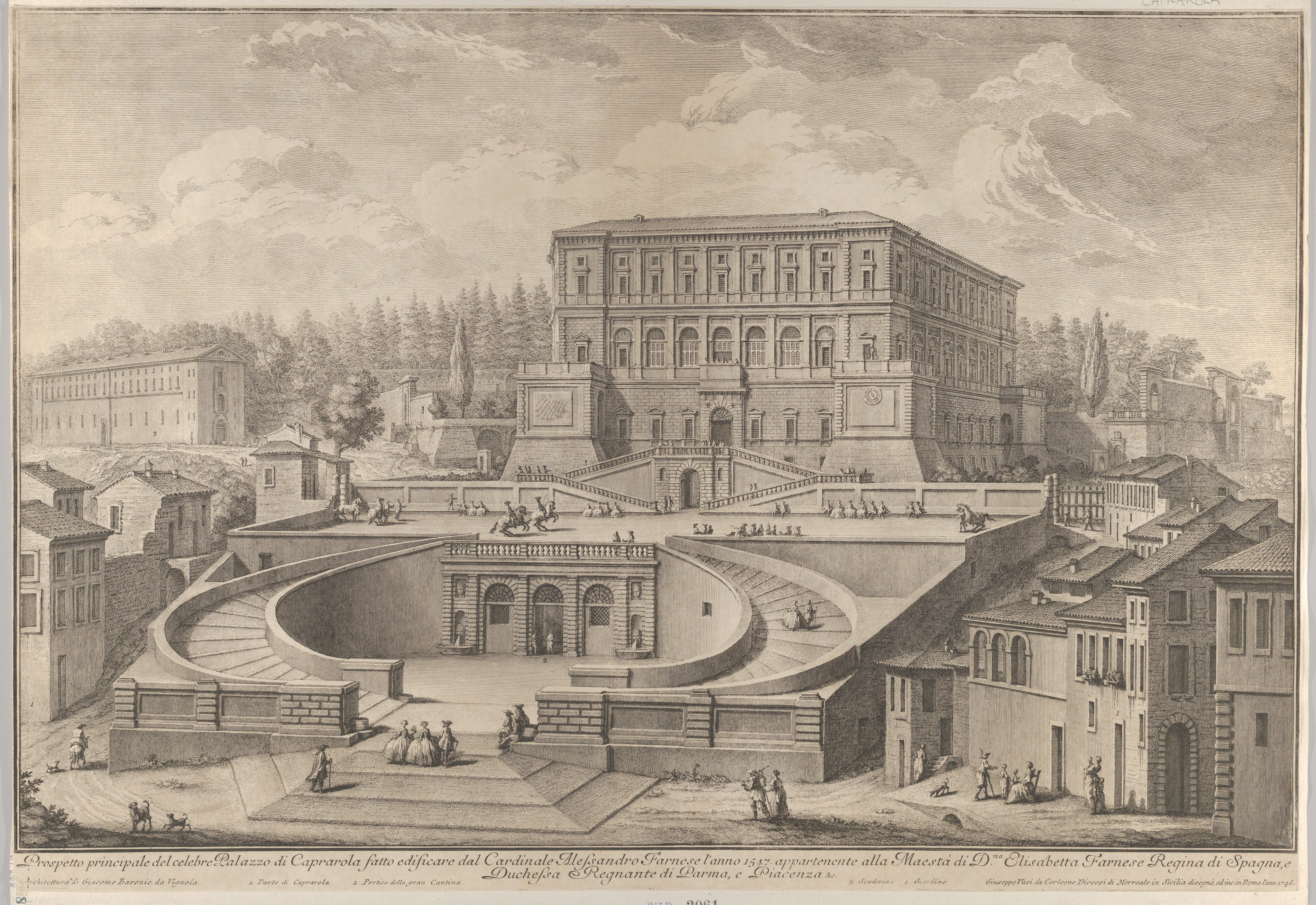

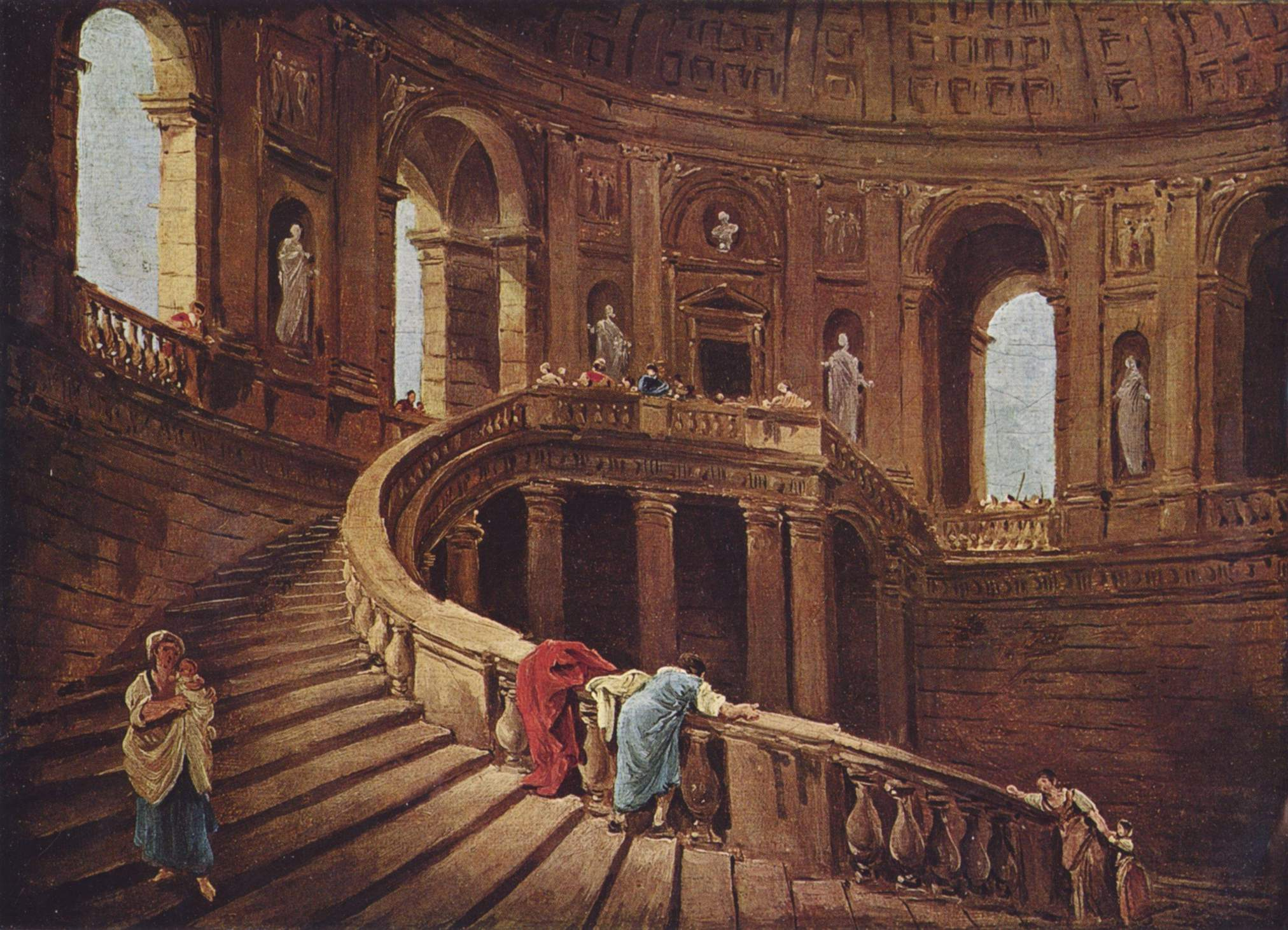